# Stefano Gori
Stefano Gori (ur. 9 marca 1996 w Brescii) – włoski piłkarz występujący na pozycji bramkarza we włoskim klubie Como. Wychowanek Brescii, w trakcie swojej kariery grał także w takich zespołach jak Milan, Bari, Pro Piacenza, Pisa oraz Juventus.